# 吉岡 (大和町)
吉岡（よしおか）は、宮城県黒川郡大和町の大字。2015年10月1日現在の人口は8,366人。郵便番号は981-3621。

## 地理
大和町中心部に位置する。大和町役場の所在地。旧城下町兼宿場町（吉岡宿）で、国道4号沿線にあたる。北で大衡村大衡、東で落合蒜袋・落合舞野、南東で吉岡東一・二・三丁目、南から西にかけて吉田と隣接し、内部に吉岡南一・二丁目を抱える。

### 河川
- 吉田川

### 小字
石川裏
石川北
石川南
石神沢
糸繰
金谷上
金谷中
上柴崎
上町
上道下
北原西
北原東
北六角
車東
車堰
熊野堂上
蔵下
権現堂
下町
下柴崎
志田町
台ノ下
館下
土保田
天皇寺
中町
西柿木
西車堰
西柴崎
西下蔵
西桧木
西原
西六角
東柿木
東車堰
東柴崎
東下蔵
古館
町裏
道下
道下一番
南金谷上
南金谷中
柳ノ町
雷神
涌田

## 歴史

### 沿革
- 1889年（明治22年）4月1日 - 町村制施行により、今村が単独で自治体を形成し、黒川郡吉岡町が発足。大字は設定されなかった。
- 1955年（昭和30年）4月20日 - 吉岡町が宮床村・吉田村・鶴巣村・落合村と合併し大和町が発足。同日吉岡町廃止。吉岡町域は大和町吉岡（大字）となる。
- ????年?月?日 - 住居表示により吉岡から吉岡南一・二丁目、吉岡東一・二・三丁目が独立。

## 交通
かつては仙台鉄道の吉岡駅が所在したが、1950年に運行休止（1956年に正式に廃止）されて以降は鉄道はない。

### バス
大和町を発着するバス路線のほぼ全線が経由する。

### 道路
- 国道4号
- 国道457号
- 宮城県道3号塩釜吉岡線
- 宮城県道147号桝沢吉岡線

## 施設
- 陸上自衛隊大和駐屯地
- 大和町役場
- 大和町保育所
- 大和町立吉岡小学校
- 大和町立大和中学校
- 宮城県黒川高等学校
- 大和勤労青少年体育センター
- ひだまりの丘
- 公立黒川病院
- 南公園
- 中興寺
- 教楽寺
- 天皇寺
- 龍泉院
- 熊野神社
- 吉岡八幡神社
- 山神宮